# Церковь Николая Чудотворца в Подкопаях
Церковь Николая Чудотворца в Подкопа́ях — православный храм Богоявленского благочиния Московской епархии.
Храм расположен в Белом городе в районе Басманный, Центрального административного округа города Москвы (на углу Подкопаевского и Подколокольного переулков, недалеко от Хитровской площади). Главный престол освящён в честь Казанской иконы Божией Матери; приделы в честь Преподобного Сергия Радонежского, в честь Николая Чудотворца.

## История

### История района
Церковь Николы в Подкопаях расположена в историческом районе Москвы, который раньше называли Кулишки. «Кулишки» (правильнее кулижки) — старинное русское слово, трактуемое различными источниками по-разному. Среди вариантов значений можно найти и топкое, болотистое место и лес после порубки. Старинный район Кулишки был расположен в месте слияния Москвы-реки и Яузы. В настоящее время это район Солянки с прилегающими переулками до Яузского бульвара и набережной Яузы и вся территория бывшего Воспитательного дома.
Рельеф местности здесь был очень живописный. В центре района возвышался холм, который пересекала речка Рачка (в XVIII веке она была спрятана в трубу). В XV веке Василий I построил здесь свой летний дворец с домо́вой церковью, освящённой во имя Святого князя Владимира. На склонах холма были разбиты знаменитые княжеские сады с роскошными фруктовыми деревьями. Рядом с садами были расположены государевы конюшни. На конном дворе была построена деревянная церковь во имя святых мучеников Флора и Лавра, которых в народе почитали, как покровителей лошадей. После строительства по соседству с конюшнями загородного дома московского митрополита (в Трехсвятительском переулке) к церкви Флора и Лавра пристроили домовый митрополичий храм во имя Трех Святителей Вселенских, известный в настоящее время как Храм Трёх Святителей на Кулишках.
Село Подкопаево два раза упоминается великокняжеским летописцем в 1493 году, когда государь и великий князь Иван III после сильнейшего пожара, истребившего его дворец в Кремле, некоторое время жил у церкви Николы в Подкопаях, пока не был выстроен новый дворец.

### Происхождение названия
Существует несколько версий происхождения названия «Подкопаи»:
По одной из них, название Подкопаево могло произойти от фамилии какого-либо Подкопаева, строителя или возобновителя церкви.
Бытует, впрочем, следующее предание… Воры собрались похитить из этой церкви имущество и подкопались под стену храма. Через подкоп они влезли в церковь, похитили серебряную ризу с иконы святителя Николая и удалились, но один из них в том подкопе был завален и умерщвлен обвалившимися камнями. Поэтому будто бы и церковь получила наименование «в Подкопаях».
Известен также рассказ, опубликованный Сергеем Нилусом о чудесном избавлении Николаем Чудотворцем купца от разорения. По этому преданию Святитель разрешил купцу сделать подкоп в храм и забрать ризу с его чтимой иконы. А когда купец снова «встал на корень», то изготовил такой же оклад и возвратил его обратно в храм.
Ещё одна версия объясняет название также подкопом, — здесь, у берегов реки Рачки находился карьер для добычи глины. Под асфальтом до сих пор скрываются залежи отменной красной глины. Интересно, что во время недавнего вскрытия пола выяснилось, что под храмом существует заброшенное сводчатое помещение от которого ведут засыпанные подземные ходы.

### Строительство храма
Церковь во имя Святого Николая Чудотворца в Подкопаях, впервые упоминается в 1493 году, когда сюда удалился великий князь Иван III Васильевич после пожара, истребившего его дворец в Кремле.
Реставрационные исследования показали, что существующий четверик храма был построен в 1550-е годы.
Он сложен из так называемого Грозненского маломера — тонкого кирпича, который применялся также при строительстве приделов Благовещенского собора в Кремле во времена Ивана Грозного.
Упоминается каменной в 1657 году.
В 1686 году при церкви было устроено кладбище, и о ней упоминается как о церкви каменной, и именуется она церковью Николая Чудотворца Подкопаева.

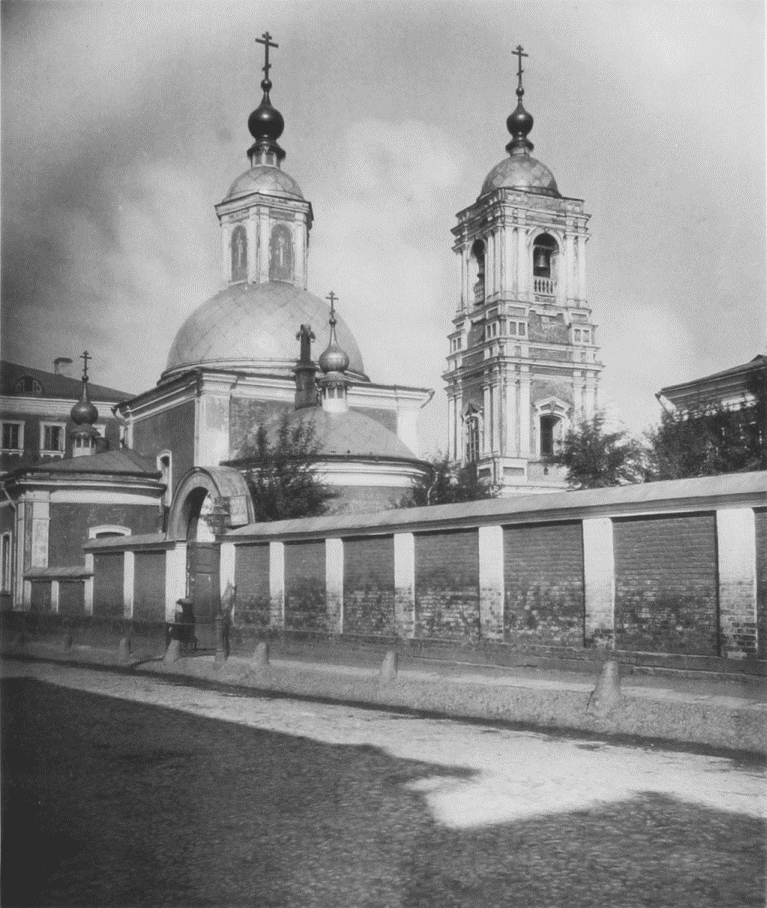
Фотография из альбома Николая Найдёнова, 1882 год

В 1722 году при церкви было два престола: во имя иконы Казанской Божией Матери и Святителя Николая Чудотворца.
В XVIII — начале XIX века главный престол в честь иконы Казанской Божией Матери.
В 1731 году иждивением вдовы графа Андрея Матвеева Анастасии Ермолаевны была осуществлена перестройка храма.
В 1748 году церковь пострадала от пожара. В 1750 году на средства московского 1-й гильдии купца Алексея Губина был обновлён Казанский придел.
В 1759 году была построена существующая колокольня.
В церкви до нашествия французов было три престола: во имя иконы Казанской Божией Матери, Святителя Николая Чудотворца и Святой Мученицы Екатерины.
В 1812 году церковь пострадала от нашествия французов. После разорения храм был приписан к Иоанно-Предтеченской церкви Ивановского монастыря, был частично восстановлен (придел Николая Чудотворца просуществовал до 1842 года, после чего из-за ветхости был закрыт).
В 1855 году церковь была передана под Александрийское патриаршее подворье. Никольскую церковь восстановили по проекту архитектора Николая Козловского иждивением московских купцов — ктитора церкви Николая Каулина и Алексея Шевелкина:

При державе Благочестивейшаго Государя Императора Александра Николаевича, при Александрийском Патриархе Иерофее II, по благословению Московскаго Митрополита Филарета и Преосвященного Никанора Епископа Фиваидскаго, ревностным старанием и собственным капиталом Ктитора онаго храма Московскаго Купца и Кавалера Николая Ивановича Каулина и его усерднейшаго сотрудника Алексея Гавриловича Шевелкина, приведен в надлежайшее благолепие и снабжен в изобилии утварью и ризницею Архиерейскою и Священническою и освящен 1858 года Января 26-го дня, оными: Высокопреосвященнейшим Митрополитом Филаретом, и Преосвященным Никанором Епископом Фиваидским.
Новые иконостасы выполнил резчик В. И. Астафьев и золотильщикДмитрий Иванов, кипарисовые иконы в серебряных окладах, стенное живописное письмо — иконописец Рогожин; утварь работы Фадеева.
В 1874 и 1889 годах церковь была обновлена на средства потомственного почётного гражданина Алексея Расторгуева; освящения церкви — 6 декабря 1874 года и 8 июля 1889 года.
В 1885 году на средства настоятеля Александрийского патриаршего подворья архимандрита Геннадия была построена часовня в честь Николая Чудотворца, освящена в феврале 1887 года.
Церковь Николая Чудотворца является объектом культурного наследия, охранный № 114.

### Советский период
Церковь Николая Чудотворца в Подкопаях была закрыта и осквернена в 1929 году.
Были сломаны кресты и главки приделов и главы алтаря. В церкви сначала устроили жилые помещения. Затем, вплоть до 1990 года, территория бывшего подворья находилась в распоряжении завода «Полиэтилен» Управления химической промышленности, разместившего здесь свой инструментальный цех. Интерьеры церкви были уничтожены, настенные росписи — закрашены, объём был разделен на два этажа. К алтарям приделов церкви, к часовне, колокольне и дому причта в разное время были сделаны 1-этажные пристройки. В доме причта располагались конструкторский отдел завода (2-й этаж) и раздевалка рабочих инструментального цеха (1-й этаж). Каменный одноэтажный технический объём был поставлен и в юго-восточном углу церковного владения.
Шатровое завершение часовни было утрачено в начале 1970-х годов.

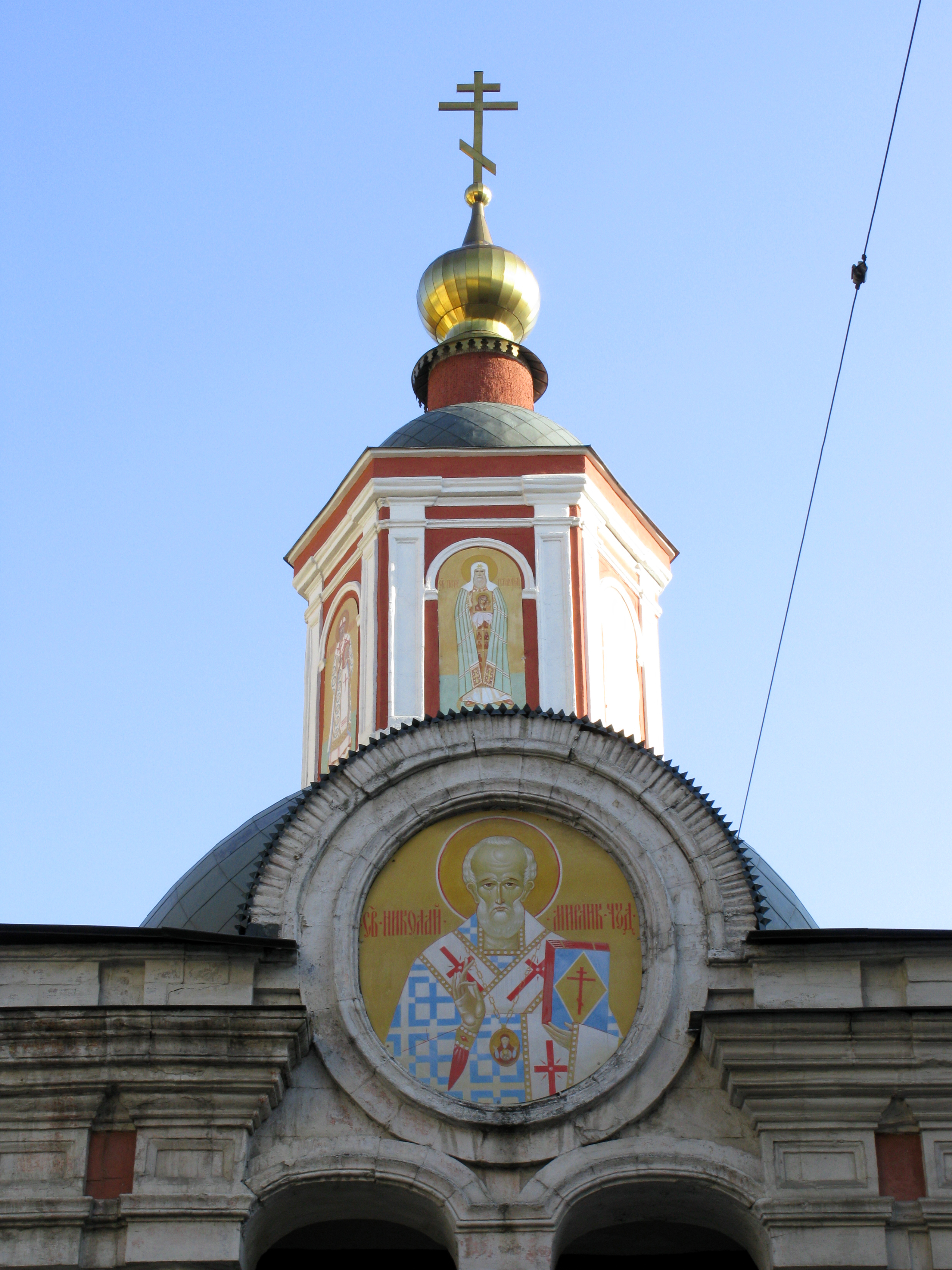
Никольская церковь

### Возрождение церкви
Храм возвращён Русской православной церкви и вновь освящён 29 сентября 1991 года.
На Никольской церкви восстановлены главы и кресты, разобраны уродливые пристройки советского периода. В приделах восстанавливаются первоначальные росписи, идёт работа над созданием главного иконостаса. На Никольской часовне восстановлен шатёр с главкой, разобрана техническая пристройка с северной стороны.
В ходе реставрации 1994—1996 годов (мастерская № 13 «Моспроекта-2») на апсиде обнаружено треугольное завершение древнего оконного проёма, поребрик (под венчающим карнизом), на фасаде четверика были открыты кокошники XVII века.
При обследовании четверика в 2008 году обнаружены большие фрагменты кладки из «грозненского маломера», датированная реставраторами 1550-и годами.

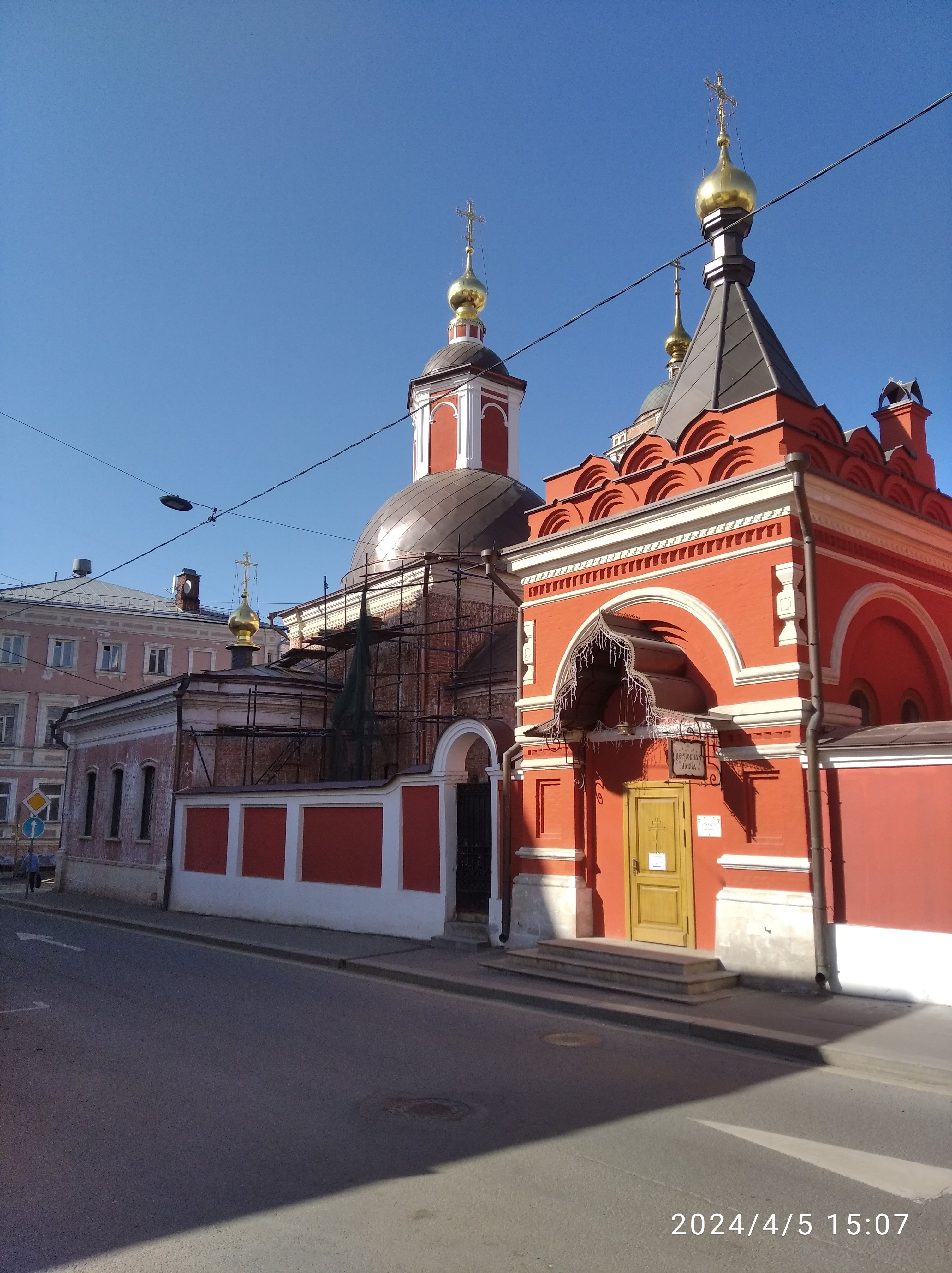
Вид с Подколокольного переулка - весна 2024 года

При храме действует воскресная школа для детей, православная школа риторики для взрослых, ведётся воспитательно-просветительская работа в Таманской дивизии.
Настоятель храма — иеромонах Онисим (Бамблевский), председатель отдела религиозного образования Московской городской епархии.

## Духовенство
- Настоятель храма - иеромонах Онисим (Бамблевский)[8]

## Исторические планы

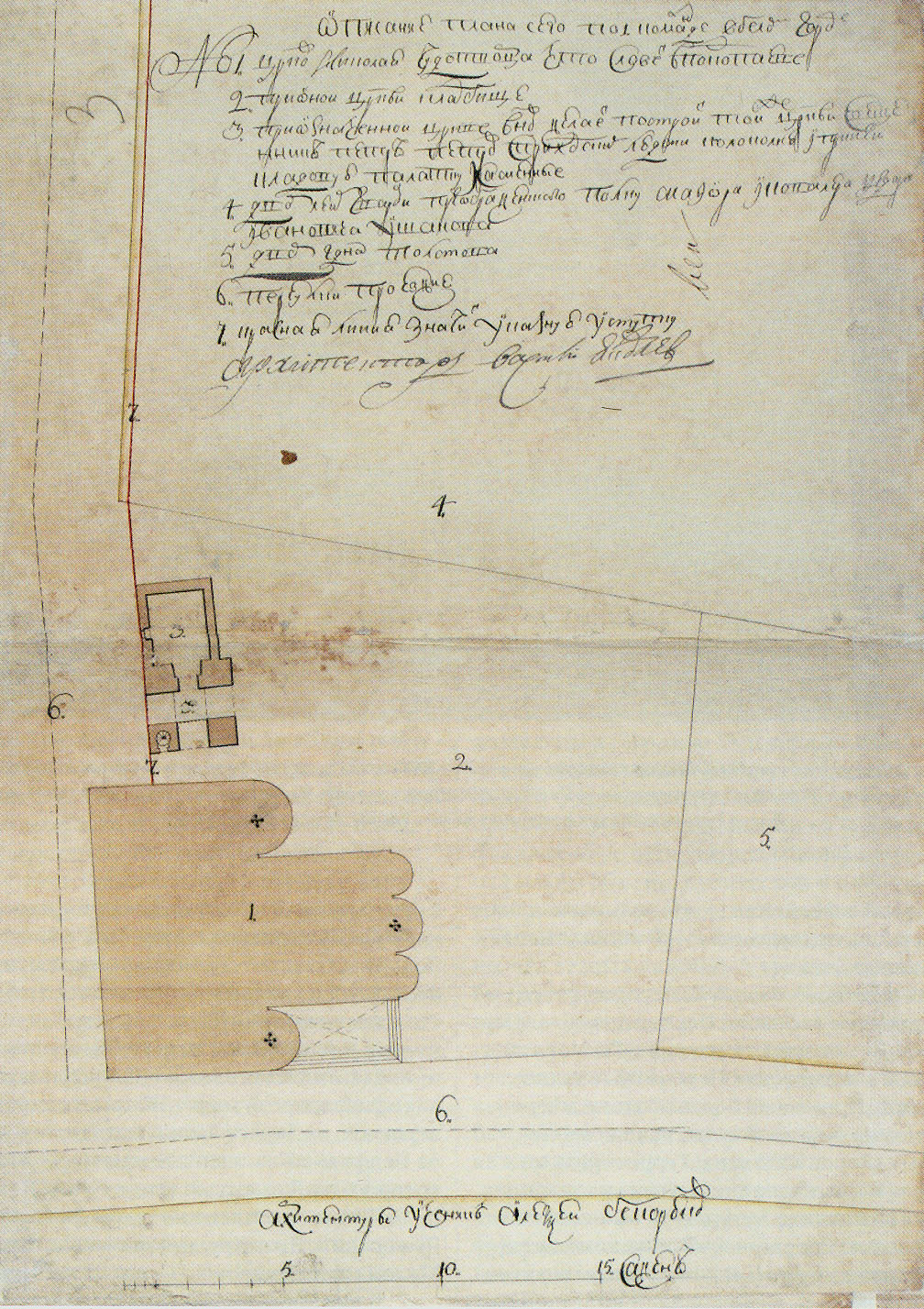
План земельного участка церкви святителя Николая в Подкопаях. Арх. Василий Яковлев. 1759. РГАДА.
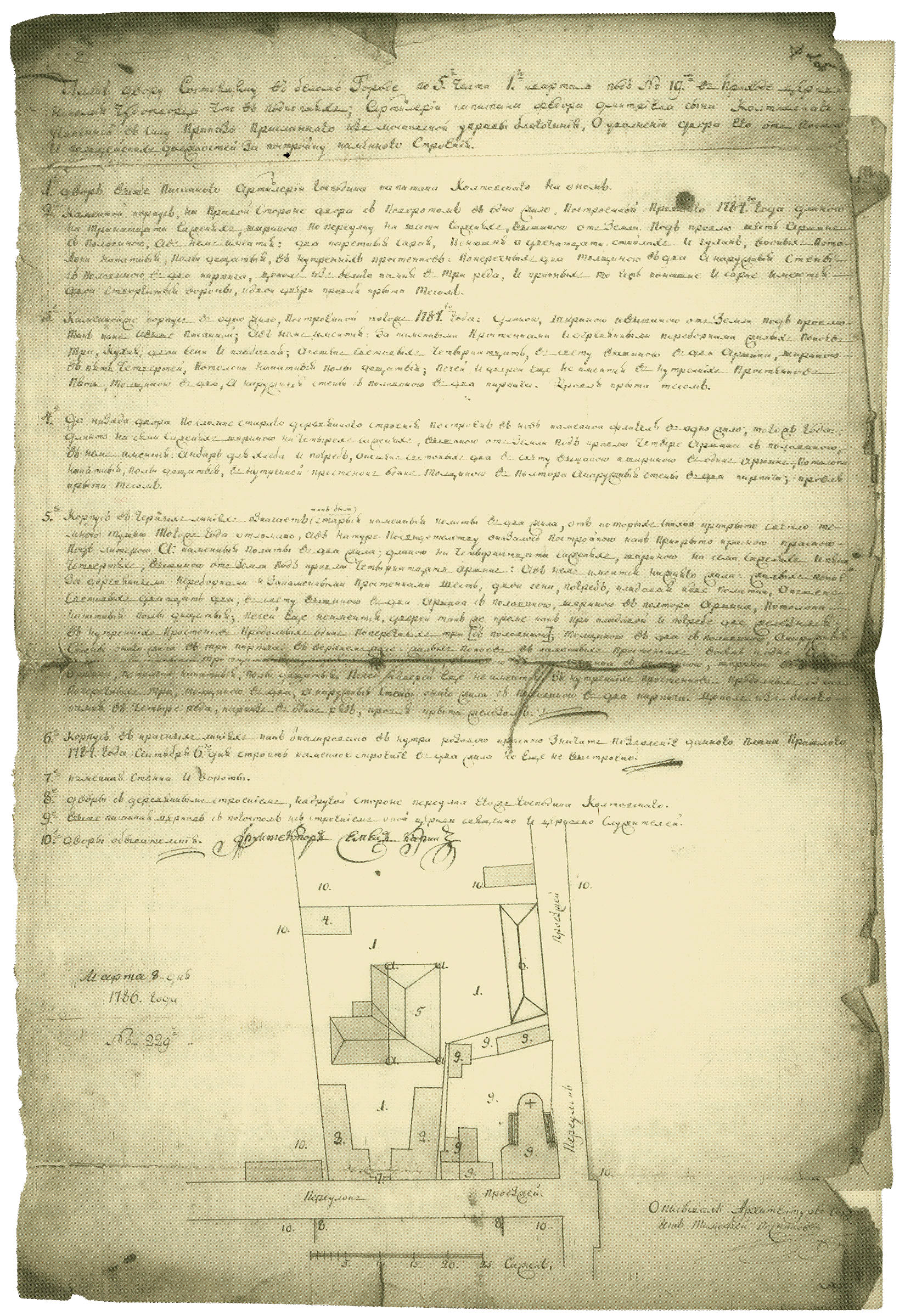
План владения артиллерии капитана Ф. Д. Колтовского и земельного участка церкви святителя Николая в Подкопаях. 1786. ЦИАМ.
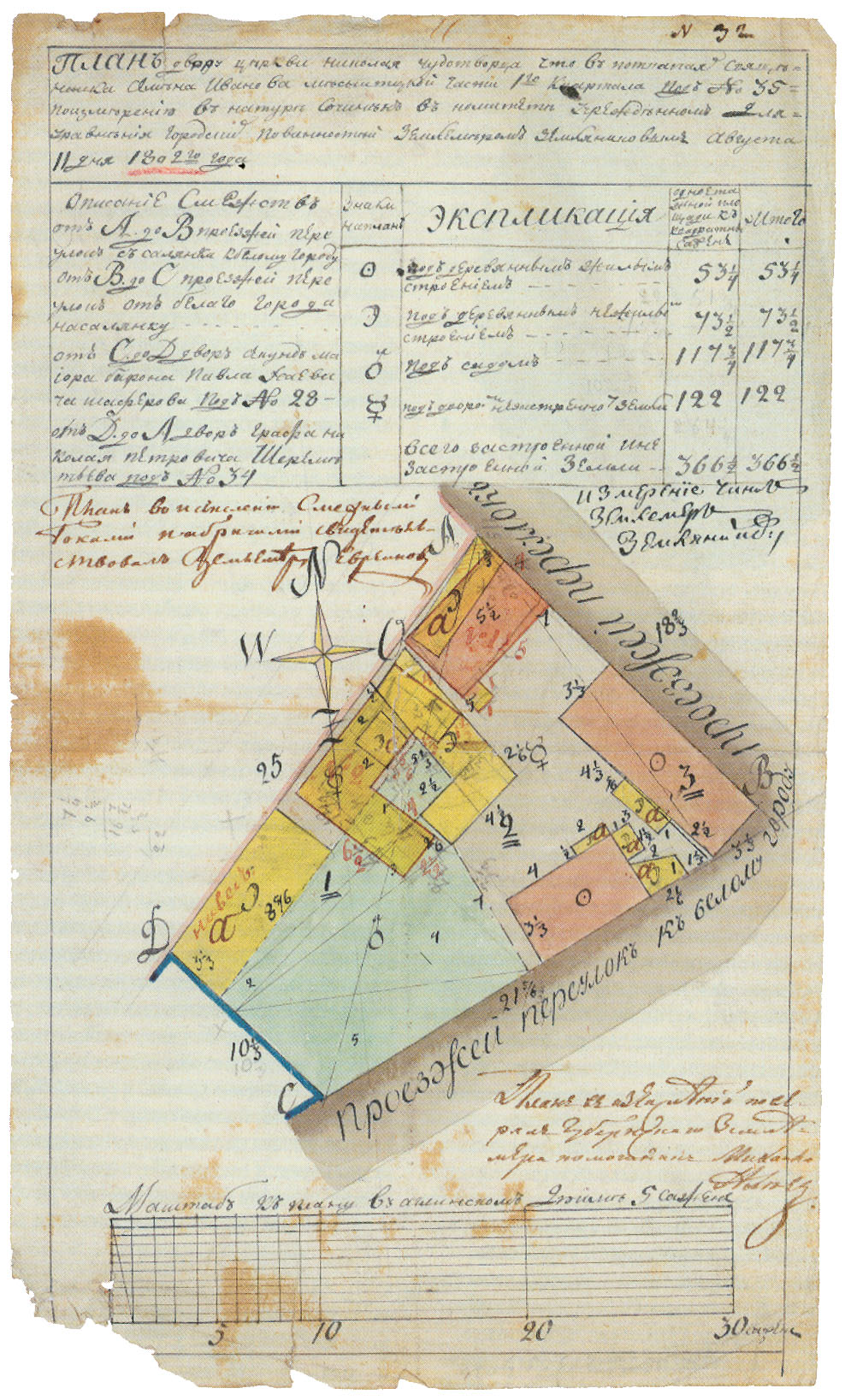
План двора священника церкви святителя Николая в Подкопаях Семёна Иванова. 1802. ЦАНТДМ.
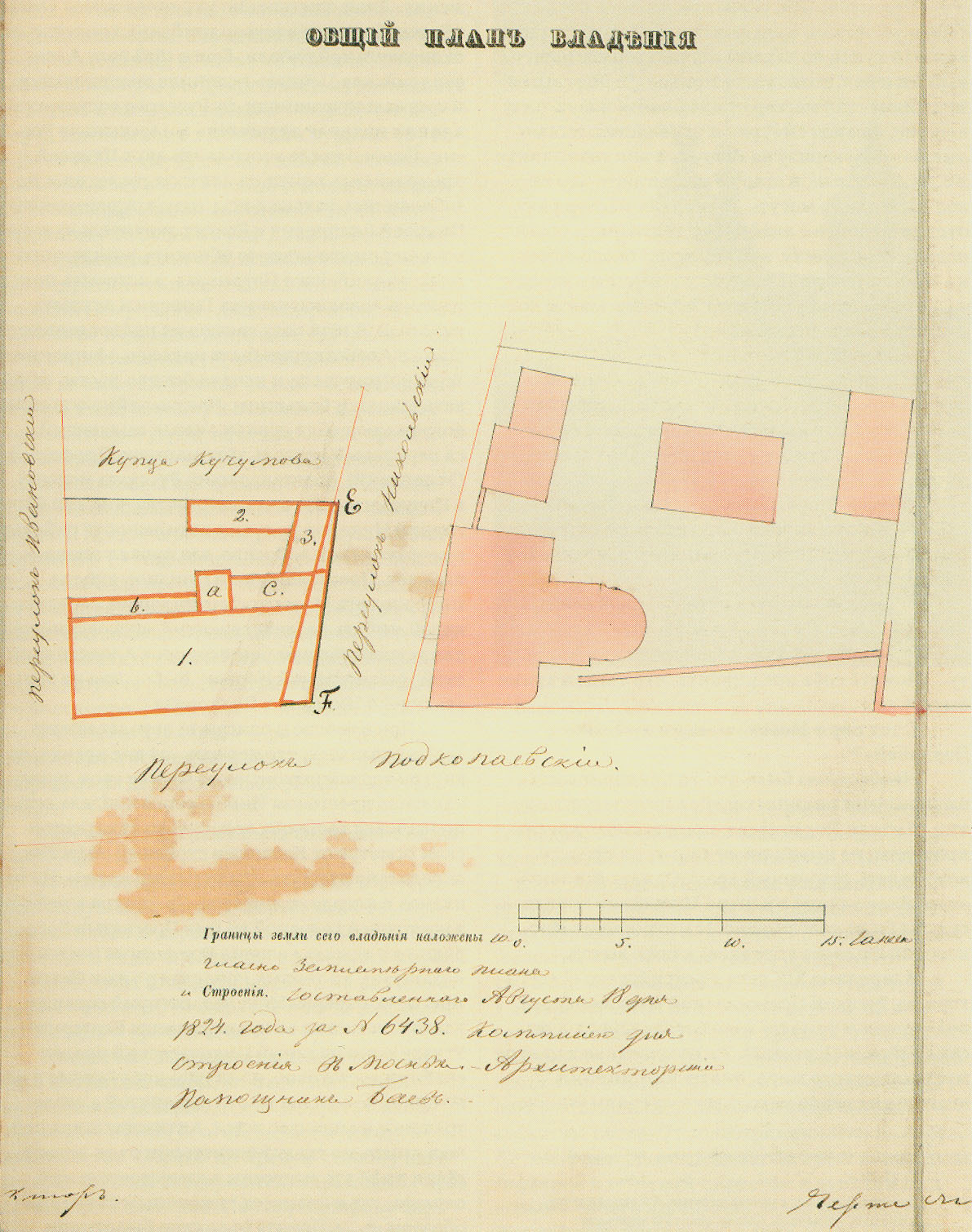
План владения Александрийского Патриаршего подворья в Москве. 1862. ЦАНТДМ.

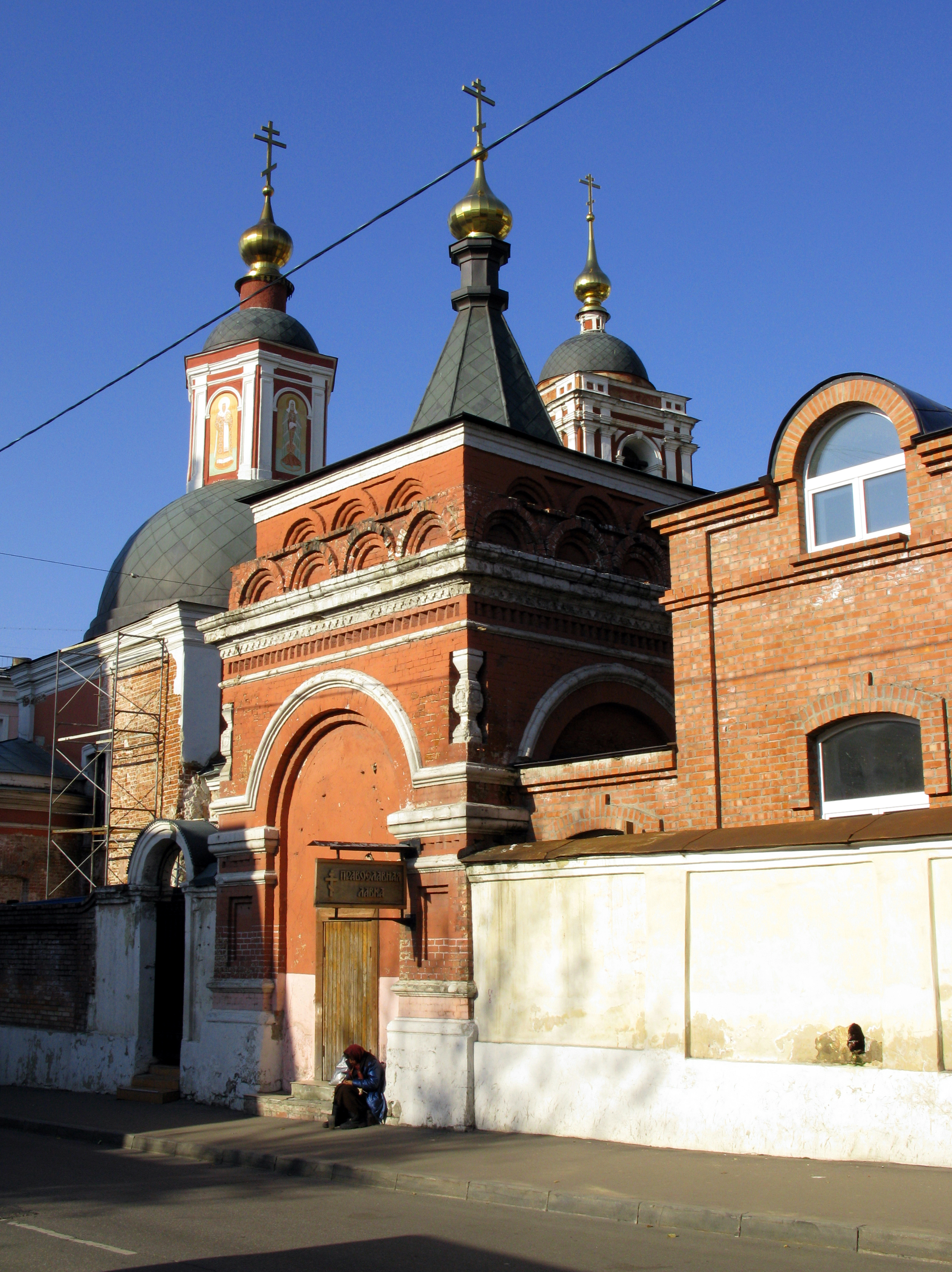
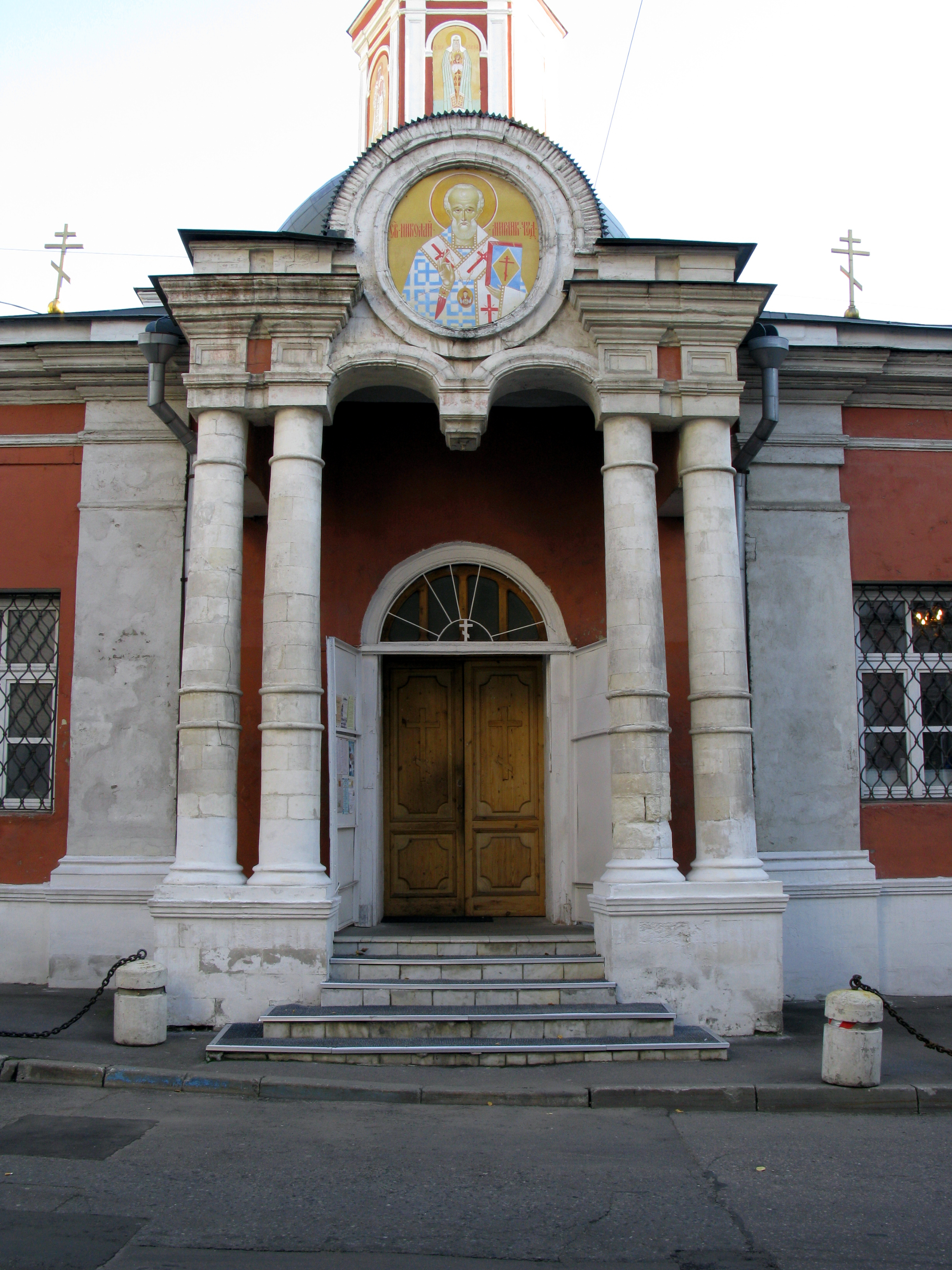
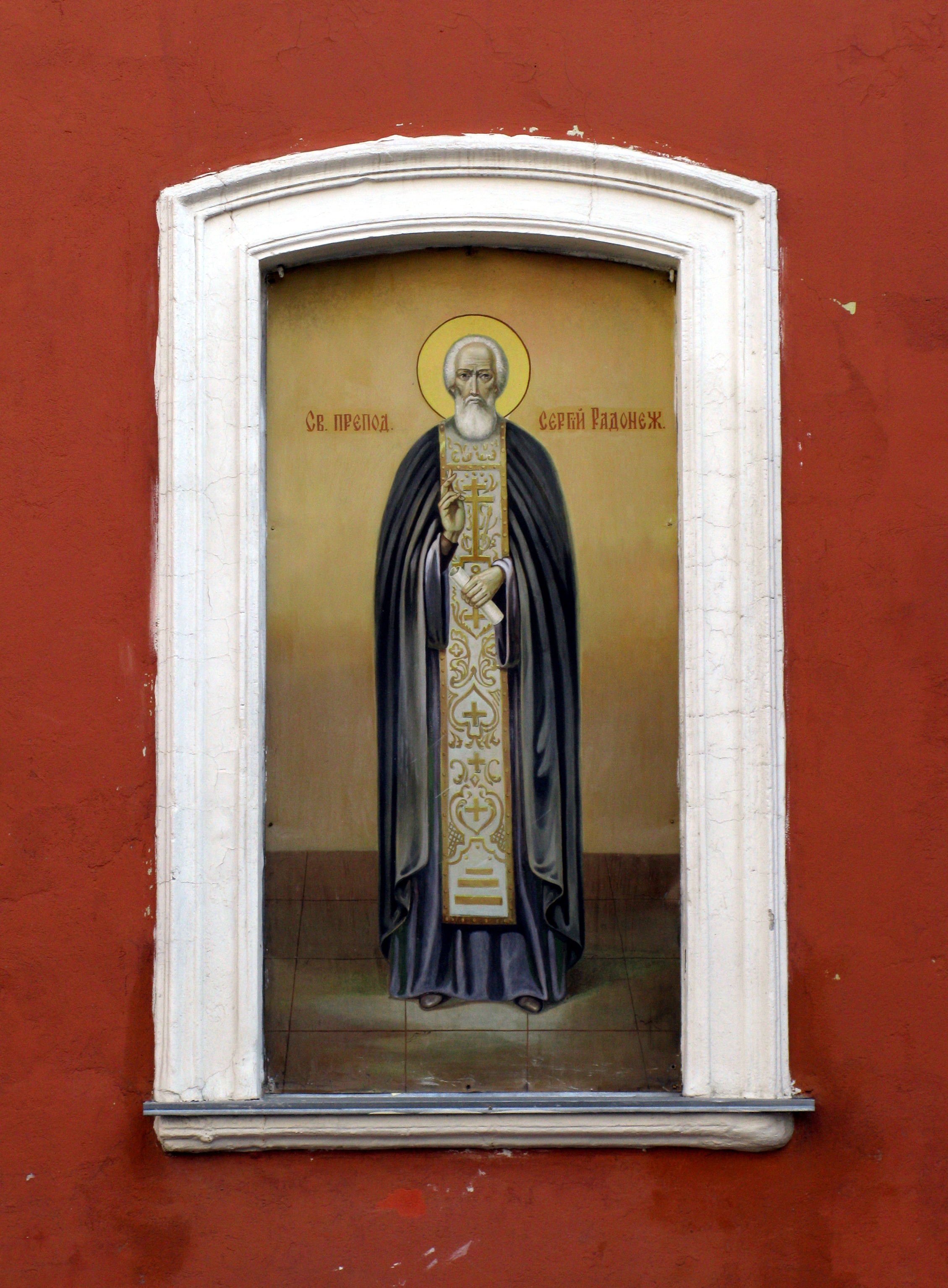
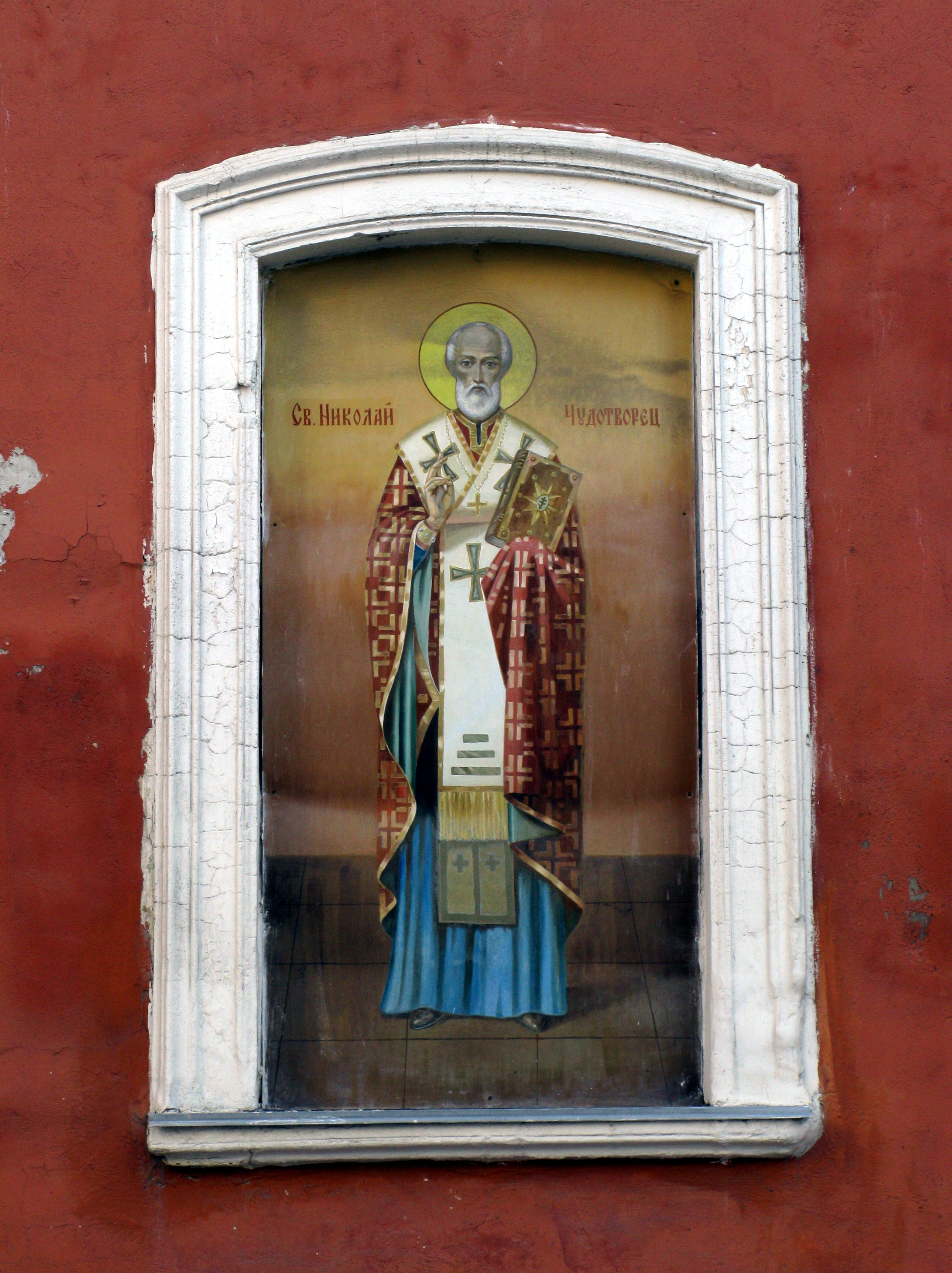